# Joseph Kunnath
Joseph Kunnath CMI (* 8. September 1939 in Kodancherry) ist ein syro-malabarischer Geistlicher und emeritierter Bischof von Adilabad.

## Leben
Joseph Kunnath trat den Carmelites of Mary Immaculate, einem katholischen Männerorden, der zur mit Rom unierten Syro-Malabarischen Kirche gehört, bei und empfing am 24. April 1972 die Priesterweihe.
Papst Johannes Paul II. ernannte ihn am 23. Juni 1999 zum Bischof von Adilabad. Die Bischofsweihe spendete ihm der Erzbischof von Ernakulam-Angamaly, Varkey Vithayathil CSsR, am 6. Oktober desselben Jahres; Mitkonsekratoren waren Abraham Viruthakulangara, Erzbischof von Nagpur, und Vijay Anand Nedumpuram CMI, Bischof von Chanda.
Am 6. August 2015 nahm Papst Franziskus seinen altersbedingten Rücktritt an.